# Александро (футболист, 1981)
Александро (полное имя Алекса́ндро Барбо́за Фелизби́но, порт.-браз. Alecsandro Barbosa Felisbino; родился 4 февраля 1981 года в Бауру, штат Сан-Паулу) — бразильский футболист, атакующий полузащитник и нападающий.

## Биография
Воспитанник клуба «Витория» из Салвадора. Начал профессиональную карьеру в этой команде в 2000 году, однако он не очень впечатлял своей результативностью руководство команды и в 2003 году был продан в (на тот момент) клуб Серии B «Спорт Ресифи». Во второй половине сезона 2004 выступал за «Понте Прету» и в 14 матчах отметился 6 забитыми голами.
Про своего воспитанника вспомнила «Витория» и в 2005 году он провёл свой первый по-настоящему сильный сезон, забив за команду 13 голов в 20 матчах Серии B чемпионата Бразилии.
Нападающим заинтересовался клуб Серии A «Крузейро», который довольно быстро выкупил права на футболиста. В начале 2006 года Александро не суждено было сыграть за «лис», поскольку место в основе было отдано Элберу, проводившему свой последний сезон в карьере. Но впоследствии он довольно хорошо влился в состав команды и забил в 18 играх чемпионата 11 голов. В августе игрок был отдан в аренду португальскому «Спортингу». За сезон, проведённый в Португалии, Александро отметился 8 забитыми голами. По возвращении в Бразилию, продолжил забивать голы с довольно впечатляющей стабильностью — 10 голов в 13 матчах Серии A. Всего в 2006—2007 гг. Александро в 45 матчах за Крузейро забил 24 гола.
В 2008 году случился обескураживающий футбольную общественность переход Александро в клуб из чемпионата Объединённых Арабских Эмиратов. К счастью, этот необъяснимый вояж не затянулся на длительный срок и уже в начале 2009 года нападающего приобрёл действующий победитель Южноамериканского кубка «Интернасьонал». 28 января игрок официально присоединился к команде. Сезон 2009 Александро провёл на высочайшем уровне: 14 голов в 25 матчах чемпионата Бразилии, а всего — 35 голов в 70 играх за «Интер» во всех матчах команды.
В 2011 году перешёл в «Васко да Гаму», где в первый же сезон стал обладателем Кубка Бразилии. В 2013 году «Адмиралы» были вынуждены продать своего лидера атак в «Атлетико Минейро» из-за финансовых трудностей. Вместе с «Галос» Александро стал обладателем Кубка Либертадорес.
В 2014—2015 годах выступал за «Фламенго», после чего перешёл в Палмейрас, в составе которого в 2016 году стал чемпионом Бразилии. В 2017—2018 годах выступал за «Коритибу». В следующие годы играл за «Сан-Бенту», ССА Масейо, «Фигейренсе», «Нороэсте» и «Примаверу» из Индаятубы.

## Семья
Александро — сын известного в прошлом игрока и капитана «Коритибы» Рейналдо Фелизбино, чемпиона Бразилии 1985 года, выступавшего в том числе и за «Флуминенсе». Родной брат Александро — Ришарлисон — выступает за «Сан-Паулу», трёхкратный чемпион Бразилии, игрок сборной Бразилии. Кроме того, Александро и Ришарлисон — шурины бывшего игрока сборной Португалии Деку по одному из его браков.

## Титулы и достижения
- Чемпион штата Рио-де-Жанейро (1): 2014
- Чемпион штата Минас-Жерайс (2): 2006, 2013
- Чемпион штата Риу-Гранди-ду-Сул (1): 2009
- Чемпион штата Баия (4): 2000, 2002, 2003, 2005
- Кубок северо-востока Бразилии (1): 1999
- Чемпион Бразилии (1): 2016
- Чемпион Кубка Бразилии (1): 2011
- Обладатель Кубка Португалии (1): 2007
- Кубок Либертадорес (2): 2010, 2013
- Обладатель Кубка банка Суруга (1): 2009